# Aeroportul Regional McAlester
Aeroportul Regional McAlester (IATA: MLC, ICAO: KMLC, FAA LID: MLC) este un aeroport din Oklahoma, Statele Unite ale Americii ce deservește zona McAlester⁠(d). A fost numit după zona deservită.
Situat la o altitudine de 235 m, aeroportul dispune de 1 pistă.

## Infrastructură

### Piste
Aeroportul dispune de o singură pistă. Pista 2/20 are suprafața de beton și dimensiunile 5.602 picioare × 100 picioare. 